# Мастопаран
Мастопаран (Mastoparan) — цитолитический пептидный токсин беспозвоночных, в частности компонент осиного яда.

## Структура
Мастопаран из осиного яда представляет собой пептид, состоящий из 14 аминокислот. Имеет следующую структуру: Ile-Asn-Leu-Lys-Ala-Leu-Ala-Ala-Leu-Ala-Lys-Lys-Ile-Leu-NH2..

## Биохимический механизм действия
Эффект мастопарана зависит от типа клеток, на которые он воздействует, но всегда включает экзоцитоз. Под действием токсина тучные клетки выделяют гистамин, в то время как тромбоциты и хромаффинные клетки высвобождают соответственно серотонин и катехоламин. Гипофиз в ответ на токсин выделяют пролактин.
При секреции гистамина эффект мастапарана опосредуется через его воздействие на активность G-белков. Токсин стимулирует активность ГТФаз и сокращает время жизни активных G-белков. Одновременно он ускоряет диссоциацию ГДФ от G-белка и увеличивает связывание ГТФ с ним. В целом это приводит к ускорению кругооборота ГТФ с G-белками. Это влияние токсина обусловлено структурным сходством мембрано-связанного мастопарана с активизированными рецепторами G-белков. Это приводит к сигнальным каскадам с выходом инозитолтрифосфата (IP3) и входа кальция (Ca2+) в клетку.

## В медицине
Было обнаружено, что мастопаран блокирует все формы развития трипаносоматиды Trypanosoma cruzi, паразитического одноклеточного, вызывающего у человека болезнь Шагаса.
Пептид обладает также сильным антимикробным действием. Было обнаружено, что включение изолейцина и аргинина в положения 5 и 8, соответственно, значительно снижает токсическое действие пептида и превращает его в потенциально ценный антибиотик.
Пептид мастопаран-L (mast-L), который содержится в осином яде, уничтожает бактерии за счёт того, что разрушает их мембрану. Как следует из работы, результаты которой опубликованы в научном журнале Proceedings of the National Academy of Sciences, из созданных вариантов мастопарана учёные выделили один из наиболее перспективных пептидов (Мастопаран-MO) для дальнейшего изучения и применения в лекарственных препаратах.